# Stenurus yamagutii
Stenurus yamagutii is een rondwormensoort uit de familie van de Pseudaliidae. De wetenschappelijke naam van de soort is voor het eerst geldig gepubliceerd in 1990 door Kuramochi, Araki & Machida.